# Kromiranje
Kromiranje je nanošenje tanka sloja kroma na površinu kovinskih predmeta radi zaštite od korozije i drugih štetnih utjecaja, postizanja boljih površinskih svojstava ili u dekorativne svrhe. Provodi se elektrokemijskim postupkom elektroplatiranjem (galvanotehnika).

## Elektroplatiranje kromom
Elektroplatiranje kromom najviše se izvodi u kombinacijama s elektroplatiranjem niklom (niklanje). Za ukrašavanje (dekoracija) pri tome dovoljna je debljina kroma od 0,2 do 1,0 μm, ali za dobivanje tvrdih površina treba biti od 0,2 do 0,5 μm, pa i više. Takvim kromiranjem postizive su tvrdoće do 1,2 ∙ 103 MPa (tvrdoća po Vickersu). Inače se postupci za dobivanje ukrasnih i onih galvanskih slojeva kroma od kojih se prvenstveno traži tvrdoća ili druga tehnički važna svojstva, međusobno malo razlikuju. Svi su obično (postojano) sjajni i tvrdi, imaju mali koeficijent i veliku otpornost prema izlizavanju i kemijskim utjecajima. Zbog toga im je upotreba u strojarstvu vrlo široka. Tako se na primjer galvanotehnički kromiraju matrice, ploče i drugi alat preša za preradu rožnatih materijala, umjetnih smola, plastičnih masa, alat za strojnu obradu, mjerne naprave, različiti dijelovi strojeva kao što su ležišta vratila i svornjaci, kandže, koljenasta i grebenasta vratila i vratila crpki, vretena tokarilica i bušilica, klizne staze, tlačni žigovi, stapovi, stapajice i stapni prsteni, valjci sa žljebovima, cilindri i cilindarske košuljice motora s unutarnjim izgaranjem, prstenovi, trnovi i žigovi za hladno izvlačenje, ukovnji, tiskarski valjci, ploče i matrice. 
Općenito su kupke za galvaniziranje kromom kromatne s elektrolitom od krom(VI) oksida. Za postizavanje sjaja galvanskih spojeva bitno je da te kupke sadrže i spojeve koji disocijacijom daju jedan od aniona kao što su SO4-2, F-, BF4-, SiF6-, Cl-, NO3-, ClO3-. Bez toga je postupak izvediv samo uz vrlo visoke gustoće struje, a dobivaju se crni galvanski slojevi s visokim sadržajem oksida, kakvi se inače proizvode za neke posebne svrhe, na primjer dobivanje takozvanih apsolutno crnih tijela. Obično se ovi anioni unose u kupku kiselinama, najčešće sumpornom ili fluorsilikovodičnom kiselinom. 
Već prema učinku proizvodnje, postrojenja za elektroplatiranje kromom mogu biti vrlo različita. Vrlo velika neprekidna postrojenja za tu svrhu svojstvena su za proizvodnju dijelova motornih vozila. Razmjerno mali automati za elektroplatiranje niklom i kromom imaju učinke do 100 m2 površine izradaka na sat.

## Povijest
Iako su prve kupke za kromiranje razvijene još sredinom 19.stoljeća, prve učinkovite  prevlake  dobivene su tek oko 1920. Šira uporaba tek nakon 1930.
Između dva svjetska rata razvijeno je i crno kromiranje.Veliki značaj ima i tvrdo kromiranje razvijeno nakon 2.svjetskog rata.

## Osnovne vrste kupki
Tipična kupka na bazi spojeva šesterovalentnog kroma:
- Anhidrid kromne kiseline: 225—300 g/l
- Sumporna kiselina: 2,25—3,0 g/l,
- Temperatura: 45 — 60 °C
- Jakost struje: 1,55—3,10
- Anode od olova legiranog s do 7% antimona

Posljednih 45 godina pokušava se naći zamjenu za klasičnu kupku baziranu na štetnim i kancerogenim heksavalentnim kromatima, te se pokušava prijeći na tehnologiju kromiranja u kojoj se koriste manje toksični trovalentni spojevi kroma. Jedno od rješenja ovog problema su i prevlake vizualno i po svojstvima slične kromiranju poput primjerice prevlaka baziranih na  cinku i kobaltu.